# باب ستورتلیک
باب ستورتلیک (انگلیسی: Bob Ctvrtlik؛ زادهٔ ۸ ژوئیه ۱۹۶۳) بازیکن سابق والیبال و عضو سابق کمیته بین‌المللی المپیک است.
باب با ایالات متحده آمریکا به مدال طلا المپیک ۱۹۹۸ و برنز المپیک ۱۹۹۲ دست یافته است.